# Lyngby Nordre Mølle
Lyngby Nordre Mølle er en af de to vandmøller i Kongens Lyngby og er nr. 24 på Lyngby Hovedgade.
Den er anlagt som en udvidelse af Lyngby Søndre Mølle, muligvis i 1762, ændret i 1846 og 1850, og den har været hammermølle og kornmølle. Den er den eneste af Mølleåens møller, der er køreklar ved vandets kraft.
Ud til Hovedgaden har der tidligere ligget et stuehus, der blev opført 1847 af proprietær Peter Lund.
Det blev revet ned i 1940 ved Hovedgadens udvidelse.
Peter Lund (1810–1894) var møllens ejer fra 1839 til 1866.
Han var tillige sognerådsformand og gik for at være en farverig person.
Peter Lunds Vej i Bondebyen, der tidligere hed Peter Lunds Torv eller blot Torvet, er opkaldt efter ham.
Under opførelsen af Stadsbiblioteket i 1966 var møllen nær blev revet ned af Lyngby-Taarbæk Kommune.
Kommunen havde i 1965 overtaget både Lyngby Søndre Mølle og Nordre Mølle.
Man troede at bygningen blot var en magasin- og staldbygning, men Nationalmuseet foretog en undersøgelse, der klargjorde, at bygningen faktisk var den oprindelige nordre møllebygning, hvor mølleværket var taget bort.
I stedet for nedrivning af bygningen blev mølleværket rekonstrueret, og bygningen blev fredet i 1972.
Der er julestue i december, hvor man kan komme ind og se mølleværket.
Desuden er der til tider udstillinger med kunsthåndværk.

### Andre
- Jan Møller, Mølleåen, Forlaget Cicero, 1992. ISBN 87-7714-108-3.
- Nordre Mølle i Møllearkivet
- Nordre Mølle (Webside ikke længere tilgængelig) på Lyngby biblioteks hjemmeside
- Finn Solgård, Lise Skjøt-Pedersen, Jeppe Tønsberg, Lyngby Hovedgade. Registrant over Hovedgadens bygninger, Historisk-topografisk Selskab for Lyngby-Taarbæk Kommune, 1996, ISBN 87-87298-27-9.

55°46′26.3″N 12°29′54.1″Ø / 55.773972°N 12.498361°Ø